# Douglas Hartree
Douglas Rayner Hartree (Cambridge, 27 maart 1897 – aldaar, 12 februari 1958) was een Engels wiskundige en natuurkundige die bekend werd door zijn onderzoek in de numerieke wiskunde en de toepassing hiervan in de atoomfysica. 
Hij gebruikte zijn kennis van de numerieke wiskunde voor de ontwikkeling van methodes om kwantummechanische problemen op te lossen. Deze methode staat nu bekend als de Hartree-Fock methode en wordt veel bij structuur berekeningen voor moleculen gebruikt. Tevens werd een atomaire energie-eenheid naar hem vernoemd, de Hartree (symbool Eh).